# Pułapka na myszy (opowiadanie)
Pułapka na myszy (ang. Three Blind Mice) - opowiadanie kryminalne autorstwa Agathy Christie opublikowane w 1948 w Stanach Zjednoczonych. Do dziś niewydane w Wielkiej Brytanii w formie książkowej.

## Historia utworu
W 1947 roku na życzenie obchodzącej 80. urodziny królowej Mary Christie napisała krótkie opowiadanie, które 30 maja 1947 nadane zostało jako półgodzinne słuchowisko w radiu BBC. Sukces audycji sprawił, że niedługo po tym zgodziła się je rozszerzyć i opublikować w prasie. Po raz pierwszy ukazało się ono w maju 1948 roku na łamach amerykańskiego magazynu Cosmopolitan, a następnie w brytyjskim Woman's Own (1948-49). W 1950 roku wydano je w USA w zbiorze opowiadań pod tym samym tytułem.
W 1952 autorka zaadaptowała utwór na sztukę teatralną, której nadała tytuł The Mousetrap prosząc jednocześnie, aby drukowanej „Pułapki na myszy” nie publikować w Wielkiej Brytanii tak długo, jak długo wystawiana będzie ona w teatrze.

## Fabuła
Przy Culver Street 74 w Londynie popełniono morderstwo. Poszukiwany jest mężczyzna, który pojawił się w pobliżu miejsca zbrodni, nucąc melodię „Trzy ślepe myszki”. Policja spodziewa się kolejnych zabójstw.